# Xian autonome yao de Liannan
Le xian autonome yao de Liannan (连南瑶族自治县 ; pinyin : Liánnán yáozú Zìzhìxiàn) est un district administratif de la province chinoise du Guangdong. Il est placé sous la juridiction de la ville-préfecture de Qingyuan.

## Démographie
La population du district était de 150 480 habitants en 1999.